# Tommaso Piroli
Tommaso Piroli (Rome, 1750 - Rome, 1824) est un graveur et éditeur Italien. 

## Biographie
Tommaso Piroli naît à Rome le 16 octobre 1750 et a pour maître Giovanni Battista Piranesi.
Ses productions sont nombreuses ; elles ne sont souvent qu’au simple trait ou à la manière de crayon. Les plus remarquables sont les Prophètes et les Sibylles, d’après Michel-Ange dans la chapelle Sixtine, le Jugement dernier, d’après le même maître et dans le même local (reproduction des gravures de Metz), l’Histoire de Psyché, d’après les fresques de Raphaël à la Farnesina, les fresques de Masaccio dans la chapelle Brancacci à Florence. Ce fut lui qui grava au trait les dessins de Flaxman destinés à accompagner les Œuvres d’Homère, d’Hésiode, d’Eschyle et de Dante. Elles ont été reproduites depuis, mais les impressions primitives sont les meilleures.
Signalons encore parmi les travaux de Piroli : le Recueil d’études comme éléments du dessin, tirées de l’antique, de Raphaël et de Michel-Ange, avec quelques planches anatomiques (Rome, 1801, in-fol., 39 planches) ; les Édifices antiques de Rome restitués à leur ancienne magnificence selon Palladio, Desgodetz et autres, avec quelques constructions plus récentes (Rome, sans date, in-4°, 82 planches) ; Antiquités d’Herculanum (Rome, 1789-1805, 6 vol. in-4°) ; ces planches ont reparu à Paris avec la date de l’an 12 et avec un texte en français.
Le dessin de Piroli est tracé avec fermeté ; sa main est sûre et exercée.
Il meurt à Rome le 22 mars 1824.

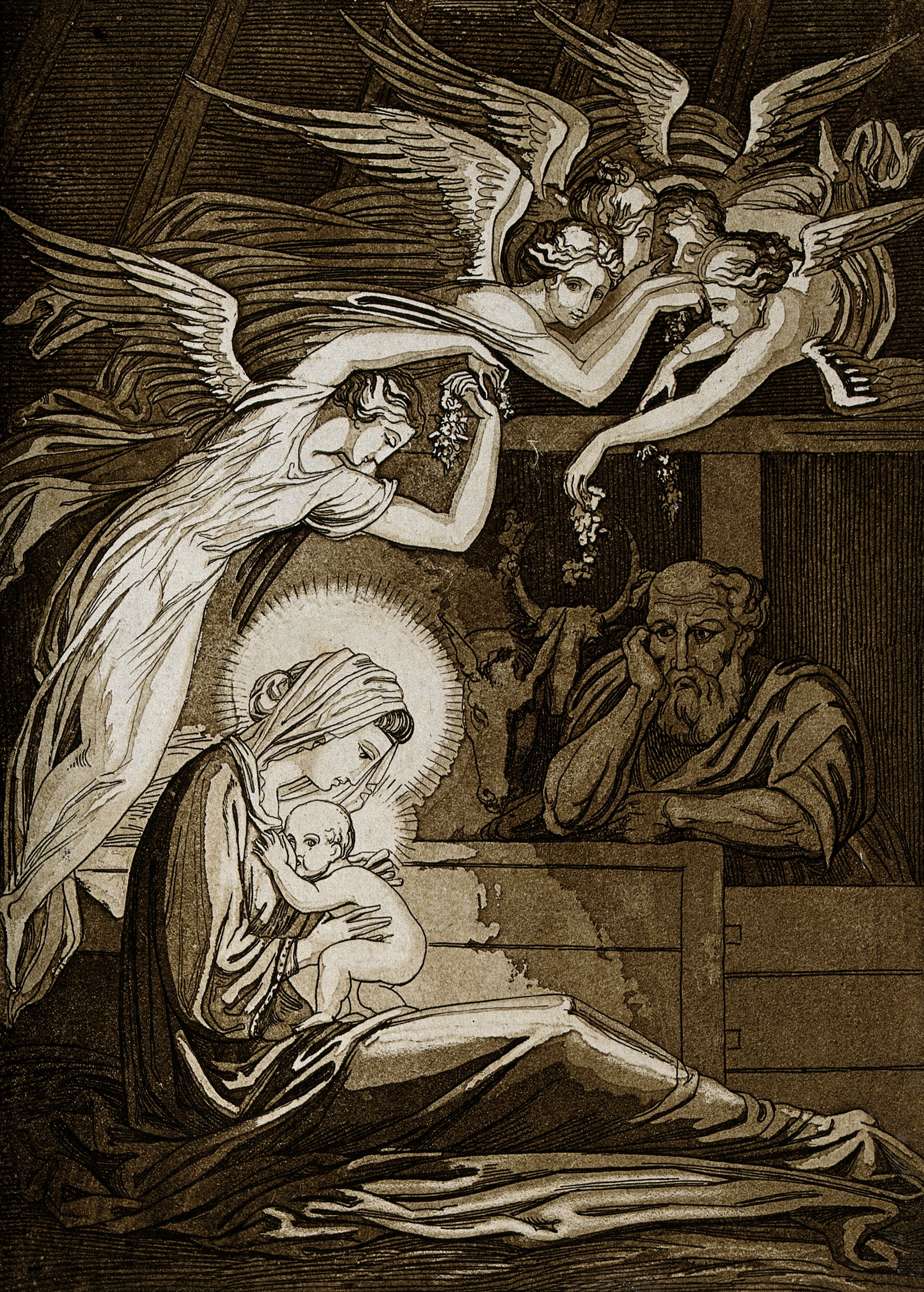
La Nativité (1796), aquatinte de Tommaso Piroli.
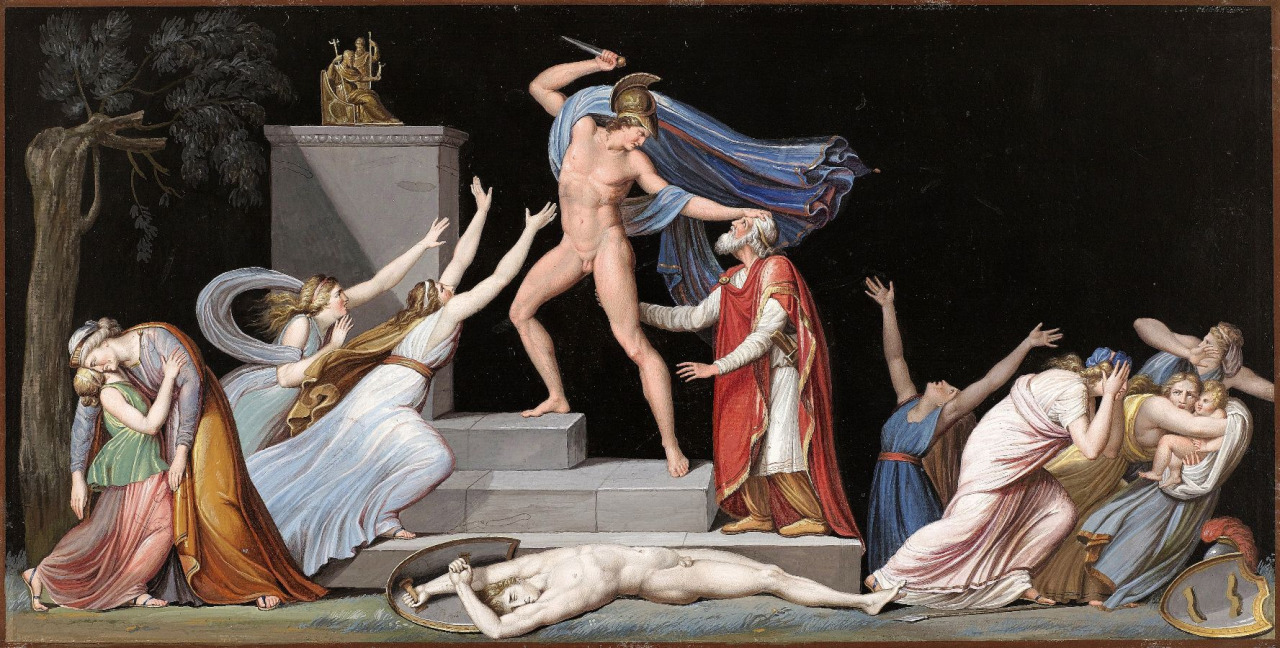
Tommaso Piroli et Vincenzo Camuccini, La Mort de Priam, 1794-1795.
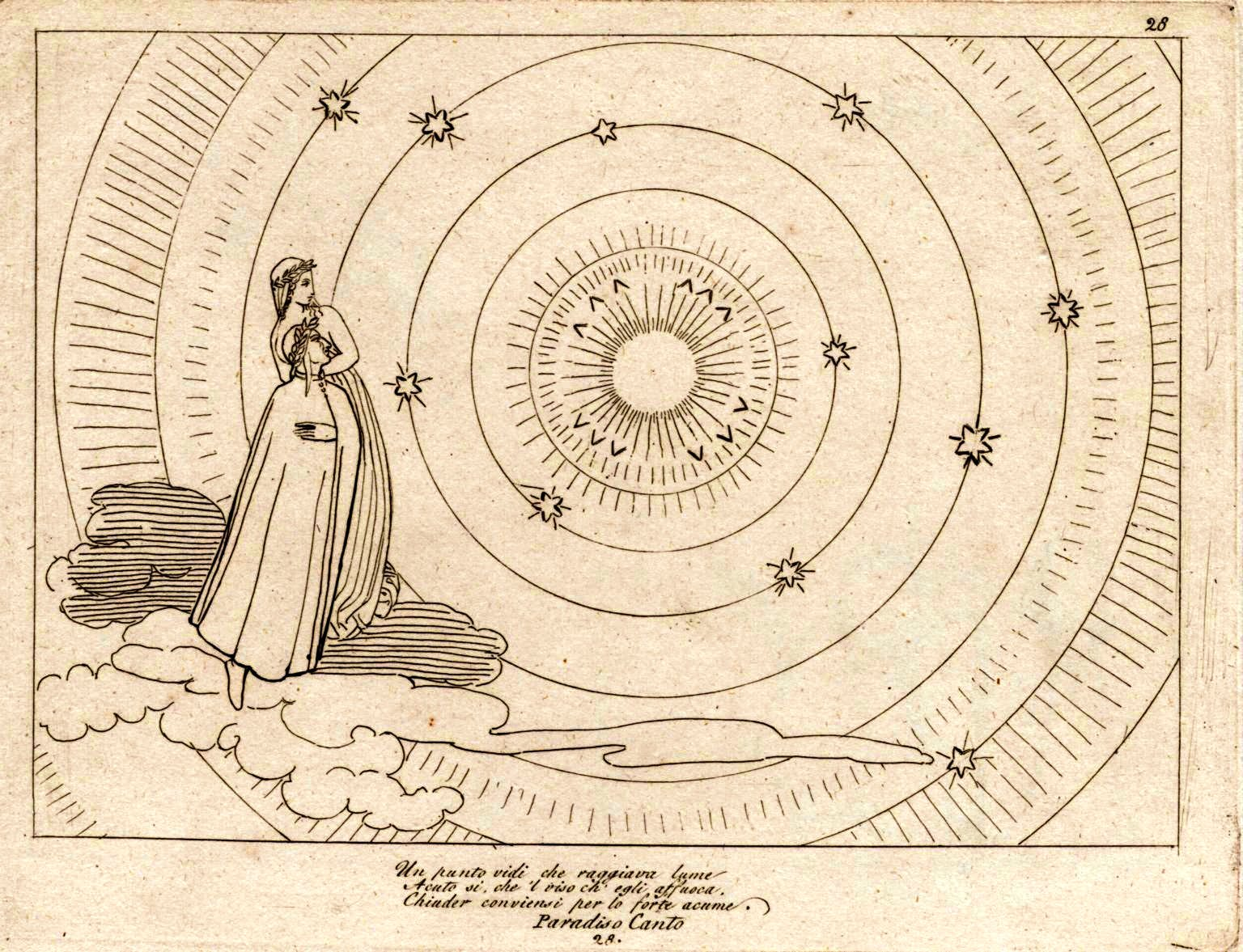
Un punto vidi che raggiava (Un point que j’ai vu rayonnait) de la Divine Comédie de Dante, illustration conçue par John Flaxman, gravée par Tommaso Piroli.